# San Filippo Neri nel Palazzo Massimo alle Colonne

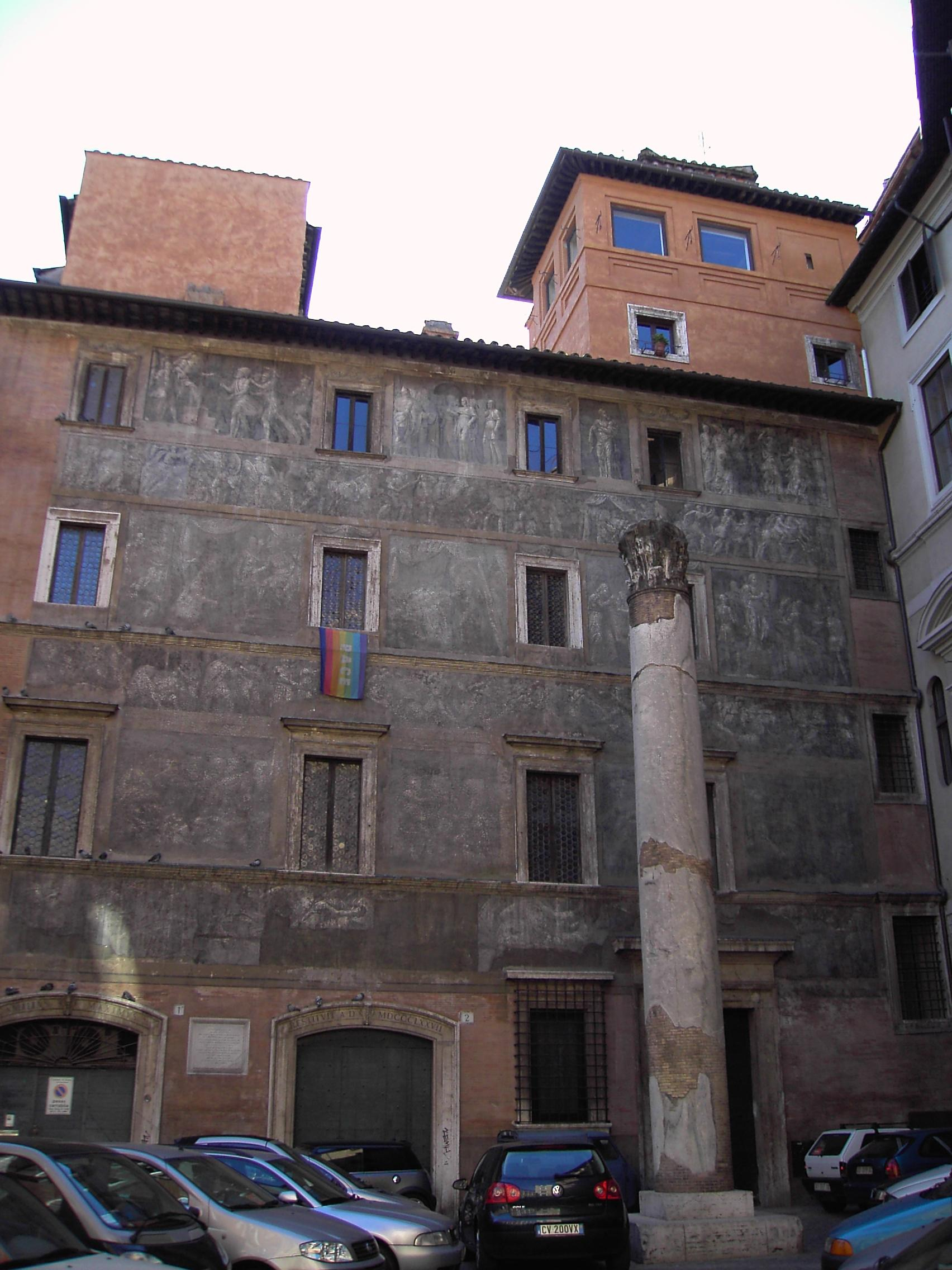
Die Fassade des Palastes zur Piazza dei Massimi, die Kapelle ist an den Fenstern mit den Marmorgewändern im zweiten Stock zu erkennen, hier mit einer Friedensfahne im mittleren Fenster

San Filippo Neri ist eine kleine Kapelle im Palazzo Massimo alle Colonne in Rom. Sie erinnert an ein Wunder, das sich am 16. März 1583 zugetragen haben soll. Der kleine Raum wurde im 18. Jahrhundert durchgreifend umgebaut und nochmals zu Beginn des 19. Jahrhunderts neu gestaltet. Obwohl eigentlich zur öffentlichen Kirche erklärt, ist die Kapelle, weil nach wie vor Privatbesitz, nur einmal im Jahr geöffnet.

## Lage und Wundertätigkeit
Der Palazzo Massimo alle Colonne befindet sich im VI. römischen Rione Parione. Die Kapelle befindet sich im zweiten Stock dieses Gebäudes. Die Fenster gehen zur Nordseite des Palastgebäudes auf die Piazza dei Massimi.
Der damals 14-jährige Prinz Paolo Massimo war lange schwer krank und lag am Vormittag des 16. März 1583 im Sterben. Der Hl. Filippo Neri besuchte ihn der Legende nach an sich täglich, hatte sich aber an diesem Tag verspätet. Noch bevor Neri im Palast war, verstarb der Junge. Nach dem Eintreffen Neris soll es ihm gelungen sein, den Toten durch Rufen seines Namens wieder zu erwecken, mit ihm eine Viertelstunde ein Gespräch zu führen und die Beichte abzunehmen, bevor er endgültig starb. Der Junge sagte, er wolle sterben, um im Paradies seine Mutter und seine Schwester wieder zu treffen. Dies wurde vom Vater des Kindes, Fürst Fabrizio Massimo, und dem ebenfalls anwesenden späteren Kardinal und Beinahe-Papst Cesare Baronio unter Eid bestätigt. Allerdings wurde der Vorgang erst im Verfahren der Heiligsprechung Neris 1595 bekannt.
Der Raum, in dem der Junge starb, wurde danach zu einer Kapelle umgebaut, 1710 von Pietro Massimo vollkommen neu gestaltet und 1883 auf Befehl des Fürsten Massimiliano Camillo Massimo nochmals grundlegend verändert.
Am Tag des Wunders im Jahr 1838 (nach Maresti Massimo) oder 1839 (nach anderen Literaturangaben) besuchte Papst Gregor XVI. die Kapelle und erhob sie zur chiesa domestica. Bei einem Besuch am Tag des Wunders 1847 legte Papst Pius IX. den Ablauf der Votivmesse fest, die an jedem 16. März hier abgehalten wird. Der Raum ist nur am Tag des Wunders, dem 16. März eines jeden Jahres, für die Römer und auswärtige Gäste offen. Es ist üblich, dass ein Kurienkardinal ab 11.00 Uhr an diesem Tag die Heilige Messe liest. Bei dieser Gelegenheit sind auch weitere Räume des Palazzo Massimo zu besichtigen.

## Heutiges Aussehen
In die Kapelle führt ein kleiner Vorraum mit einem Gemälde aus Florenz des 15. Jahrhunderts, dargestellt ist Maria mit Jesus, Engeln und darüber Gott.
Der Raum selbst ist dreijochig gehalten. Er wird von frei vor die Wände gestellten Marmorsäulen nach toskanischer Ordnung gegliedert. Die Decke ist in Form eines Tonnengewölbes mit Stichkappen gestaltet. Die Säulen tragen einen verkröpften Architrav, der zusätzlich auf der Oberseite mit Puttenfiguren und auf der Unterseite mit Festons verziert ist. Der Fußboden wurde nach einem Entwurf von Ludwig Seitz gestaltet.
Nach den Veränderungen des 19. Jahrhunderts verfügt der Raum über drei Altäre aus polychromem Marmor, zwei seitliche sowie den Hochaltar an der dem Eingang gegenüberliegenden Wand. Eine Besonderheit ist, dass der Raum mit rotem Damast fast vollständig ausgekleidet wurde. Die Aussparungen enthalten zahlreiche Reliquien verschiedener Heiliger unter Glas oder in barock geformten kleinen Wandschränken.
Der Hochaltar enthält auf dem Altarretabel ein Gemälde von Niccolò Circignani, genannt Pomarancio, es stellt den wundersamen Vorgang selbst dar. Jeweils links und rechts befinden sich etwas abseits jeweils eine Bronzefigur. Die linke stellt Maria mit Kind dar, die rechte den Hl. Filippo Neri in Ekstase.
Der rechte Seitenaltar enthält ein Altarretabel mit einem Gemälde aus dem 18. Jahrhundert.
Die Tafel des linken Seitenaltars ist triptychonartig dreigeteilt: die mittige Tafel enthält abermals eine Darstellung der Maria mit dem Kind. Die linke Seitentafel enthält eine Darstellung der beiden Heiligen Johannes der Täufer sowie Laurentius von Rom und die rechte Antonius von Padua und Stephanus. Das Bild entstammt der letzten Hälfte des 15. Jahrhunderts und wird einem Schüler von Carlo Crivelli zugeschrieben. Auf beiden Altären befinden sich abermals zahlreiche Reliquiare.